# Cyphomyia schwarzi
Cyphomyia schwarzi är en tvåvingeart som beskrevs av James 1940. Cyphomyia schwarzi ingår i släktet Cyphomyia och familjen vapenflugor.
Artens utbredningsområde är Colombia. Inga underarter finns listade i Catalogue of Life.